# Ян Бартрам
Ян Бартрам (дан. Jan Bartram, нар. 6 березня 1962) — данський футболіст, що грав на позиції півзахисника.
Виступав, зокрема, за клуби «Орхус» та «Брондбю», а також національну збірну Данії, з якою був учасником чемпіонату світу.

## Клубна кар'єра
У дорослому футболі дебютував 1981 року виступами за команду «Орхус», в якій провів шість сезонів, взявши участь у 127 матчах чемпіонату. Більшість часу, проведеного у складі «Орхуса», був основним гравцем команди і у 1986 році він виграв з ним чемпіонат країни.
На початку 1988 року Ян перейшов у шотландський «Рейнджерс», але через конфлікт з головним тренером глазговців Гремом Сунессом, якого данець назвав звіром або хуліганом, підтвердивши свої слова у автобіографії 1998 року.
В результаті вже влітку Бартрам повернувся на батьківщину і став гравцем «Брондбю», з яким виграв чемпіонат Данії 1988 року, після чого знову відправився за кордон, цього разу до західнонімецького «Баєра Юрдінген» за 3,5 мільйона данських крон. Він дебютував за новий клуб в листопаді 1988 року і зіграв 74 гри за «Юрдінген» за три сезони, включаючи один сезон з іншим данцем, Браяном Лаудрупом. Однак Бартрам не знайшов спільну мову з новим тренером клубу Тімо Конецкою і зіграв свій останній матч за «Юрдінген» в березні 1991 року, після чого його виключили з клубу, формально через запізнення на тренування.
У квітні 1991 року повернувся до клубу «Орхус», за який зіграв 14 матчів в чемпіонаті Данії до червня, після чого вирішив призупинити свою футбольну кар'єру, для того щоб взяти річну відпустку і подорожувати по світу. Він повернувся до команди у серпні 1992 року і провів ще 35 ігор за клуб до квітня 1996 року, коли завершив професійну кар'єру футболіста. З травня 1994 року по червень 1996 року Бартрам також був спортивним директором клубу

## Виступи за збірну
27 січня 1985 року дебютував в офіційних іграх у складі національної збірної Данії в товариському матчі проти Гондурасу (0:1).
У складі збірної був учасником чемпіонату світу 1986 року у Мексиці. На цьому турнірі він так і не вийшов на поле, але незабаром став постійним гравцем збірної.
У листопаді 1990 року Бартрам і брати Браян і Мікаель Лаудруп вирішили покинути збірну через конфлікт з тренером Ріхардом Меллер-Нільсеном. Тим не менш, Ян повернувся в команду в квітні 1991 року і зіграв свій останній міжнародний матч 1 травня 1991 року проти Югославії (2:1). Загалом протягом кар'єри у національній команді, яка тривала 7 років, провів у її формі 32 матчі, забивши 5 голів.

## Титули і досягнення
- Чемпіон Данії (2):

«Орхус»: 1986
«Брондбю»: 1988
- Володар Кубка Данії (3):

«Орхус»: 1986/87, 1991/92, 1995/96